# Eqalunnguit Nunaat
Eqalunnguit Nunaat (nach alter Rechtschreibung Eĸalúnguit Nunât „Land der kleinen Forellen“) ist eine grönländische Insel im Distrikt Nuuk in der Kommuneqarfik Sermersooq.

## Geografie
Eqalunnguit Nunaat liegt am Ausgang des Fjordes Nuup Kangerlua, direkt gegenüber der Hauptstadt Nuuk, die auf der 7 km entfernten anderen Fjordseite liegt. Im Norden trennt der Sund Qaquup Kuua die Insel von Qinngup Nunaa und im Westen trennt sie der Sund Ikerasak von den Inseln Illuerunnerit und Kangeq. Vom Kap Tulukkat Inikasiat im Westen bis zum Qaqqakasik im Osten misst sie 8,0 km und von der Nordküste bis Niaqornannguaq im Süden 7,0 km. Eqalunnguit Nunaat hat eine Fläche von 36,5 km². Die Insel ist relativ flach und erreicht an ihrem höchsten Punkt im Südwesten eine Höhe von 137 m. Sie wird im Süden von den drei schmalen Fjorden Kangerluluk (Faltings Havn), Kangerluatsiarsuaq und Eqalunnguit eingeschnitten. Des Weiteren sind zahlreiche Schären vorgelagert. Auf der Insel selbst gibt es nur wenige kleinere Bäche und Seen, welche allesamt unbenannt sind.